# Hello my shoes
『Hello my shoes』（ハロー・マイ・シューズ）は、秋山黄色の1枚目のミニアルバム。
2019年1月23日にBUG TYPE RECORDSから発売された。

## 概要
秋山黄色、初の全国流通盤となるCD。
配信リリースされた「やさぐれカイドー」、「猿上がりシティーポップ」を含む全5曲収録のミニアルバム。

## 収録内容
| 全作詞・作曲・編曲: 秋山黄色。 |                            |          |            |      |
| #                              | タイトル                   | 作詞     | 作曲・編曲 | 時間 |
| 1.                             | 「やさぐれカイドー」       | 秋山黄色 | 秋山黄色   | 4:15 |
| 2.                             | 「Drown in Twinkle」       | 秋山黄色 | 秋山黄色   | 3:16 |
| 3.                             | 「猿上がりシティーポップ」 | 秋山黄色 | 秋山黄色   | 4:14 |
| 4.                             | 「ドロシー」               | 秋山黄色 | 秋山黄色   | 5:15 |
| 5.                             | 「とうこうのはて」         | 秋山黄色 | 秋山黄色   | 3:29 |
| 合計時間:                      | 合計時間:                  | 20:32    |            |      |

## 演奏
- やさぐれカイドー
  - Drums：松下敦
  - Bass：なかむらしょーこ
  - Electric Guitar & Vocal：秋山黄色
- Drown in Twinkle
  - Drums：松井リカ
  - Keyboards：藤澤有沙
  - Bass, Electric Guitar & Vocal：秋山黄色
- 猿上がりシティーポップ
  - Drums：松下敦
  - Bass：なかむらしょーこ
  - Electric Guitar & Vocal：秋山黄色
- ドロシー
  - Drums：松井リカ
  - Bass：なかむらしょーこ
  - Keyboards：藤澤有沙
  - Acoustic Guitar, Electric Guitar & Vocal：秋山黄色
- とうこうのはて
  - Drums：ぴのり（CHERRY NADE 169）
  - Bass, Electric Guitar & Vocal：秋山黄色